# قائمة حروب إيران
في ما يلي لمحة تاريخية عن قائمة الحروب والنزاعات التي تشمل إيران (بلاد فارس).
| الصراع                | الطرف الأول                        | الطرف الثاني                                                     | النتيجة | الحاكم           | الخسائر                                                |
| --------------------- | ---------------------------------- | ---------------------------------------------------------------- | --- | ---------------- | ------------------------------------------------------ |
| حرب الخليج الأولى     | إيران                              | العراق                                                           | هزيمة جمود استراتيجي فشل العراق بضم الأراضي على الضفة الشرقية من شط العرب وتعزيز النزعة الانفصالية العربية في محافظة محافظة خوزستان الإيرانية فشل إيران في إسقاط نظام صدام حسين وتدمير القوة العسكرية العراقية تمرير قرار مجلس الأمن الدولي رقم 598 بعد قبوله من العراق وإيران. | روح الله الخميني | 730,000 قتيل 1,200,000 جريح 2,000,000 لاجئ 45,000 أسير |
| الحرب الأهلية السورية | إيران روسيا حزب الله النظام السوري | هيئة تحرير الشام تنظيم الدولة الإسلامية (داعش) الجيش السوري الحر | مستمرة | حسن روحاني       | غير معلوم                                              |